# 史提夫·里德
史提夫·里德，OBE（1963年11月12日—），英格蘭政治人物，是工黨黨員。自2012年開始，他擔任北克羅伊登選區選出的英國下議院議員。他曾是蘭貝斯議會的議長。